# Dniprorudne
Dniprorudne' (in ucraino Дніпрорудне?; in russo Днепрорудное?, Dneprorudnoe) è una città ucraina (177 306 abitanti) nel distretto di Vasylivka, nell'oblast' di Zaporižžja. Ospita l'amministrazione della comunità territoriale di Dniprorudne, una delle comunità territoriali dell'Ucraina.
Dniprorudne è una città dell'Ucraina sud-orientale, fondata nel 1961 con il nome di Družba (in ucraino Дружба?, in russo Дружба?). Dal 1963 al 1964 ebbe il nome di Dniprohrad (in ucraino Дніпроград?; in russo Днепроград?, Dneprograd).